# Benton Ridge
Benton Ridge é uma vila localizada no estado norte-americano de Ohio, no Condado de Hancock.

## Demografia
Segundo o censo norte-americano de 2000, a sua população era de 315 habitantes. 
Em 2006, foi estimada uma população de 302, um decréscimo de 13 (-4.1%).

## Geografia
De acordo com o United States Census Bureau tem uma área de 
1,2 km², dos quais 1,2 km² cobertos por terra e 0,0 km² cobertos por água.

## Localidades na vizinhança
O diagrama seguinte representa as localidades num raio de 16 km ao redor de Benton Ridge. 